# Neuberg (Rhönblick)
Der Neuberg ist ein 638,8 m ü. NHN hoher Berg im Landkreis Schmalkalden-Meiningen in Thüringen (Deutschland). Er befindet sich fünf Kilometer südlich von Helmershausen in der Gemeinde Rhönblick. Zusammen mit dem nördlich gelegenen und fast gleich hohen Hutsberg (639,3 m) bildet der Neuberg ein markantes Gipfelpaar.